# 4. okręg wyborczy w Oregonie
Czwarty okręg wyborczy w Oregonie co dwa lata wybiera swojego przedstawiciela do Izby Reprezentantów Stanów Zjednoczonych. Okręg został utworzony po spisie ludności w 1940 roku, gdy stan Oregon zyskał czwartego przedstawiciela w Izbie Reprezentantów. Pierwsze wybory w okręgu przeprowadzono jesienią 1942 roku. Przedstawicielem okręgu w 110. Kongresie Stanów Zjednoczonych jest demokrata, Peter Anthony DeFazio.

## Chronologiczna lista przedstawicieli
| # | Przedstawiciel          | Data objęcia urzędu | Data opuszczenia urzędu | Partia polityczna    |
| - | ----------------------- | ------------------- | ----------------------- | -------------------- |
| 1 | Mathew Harris Ellsworth | 3 stycznia 1943     | 3 stycznia 1957         | Partia Republikańska |
| 2 | Charles Orlando Porter  | 3 stycznia 1957     | 3 stycznia 1961         | Partia Demokratyczna |
| 3 | Edwin Russell Durno     | 3 stycznia 1961     | 3 stycznia 1963         | Partia Republikańska |
| 4 | Robert Blackford Duncan | 3 stycznia 1963     | 3 stycznia 1967         | Partia Demokratyczna |
| 5 | John Richard Dellenback | 3 stycznia 1967     | 3 stycznia 1975         | Partia Republikańska |
| 6 | James Howard Weaver     | 3 stycznia 1975     | 3 stycznia 1987         | Partia Demokratyczna |
| 7 | Peter Anthony DeFazio   | 3 stycznia 1987     |                         | Partia Demokratyczna |